# 赭曲霉毒素
赭曲霉毒素（英語：Ochratoxin），又稱 赭麴毒素，是一类由部分曲霉菌和青黴菌分泌的霉菌毒素（mycotoxins），常見於已霉变的飼料、咖啡豆中。可毒害家禽的內臟，使其死亡。
赭曲霉毒素包括了7种结构类似的有机化合物。其中最常见的三种中，赭曲霉毒素A毒性最大，并可能有致癌性；赭曲霉毒素C次之；赭曲霉毒素B最小。

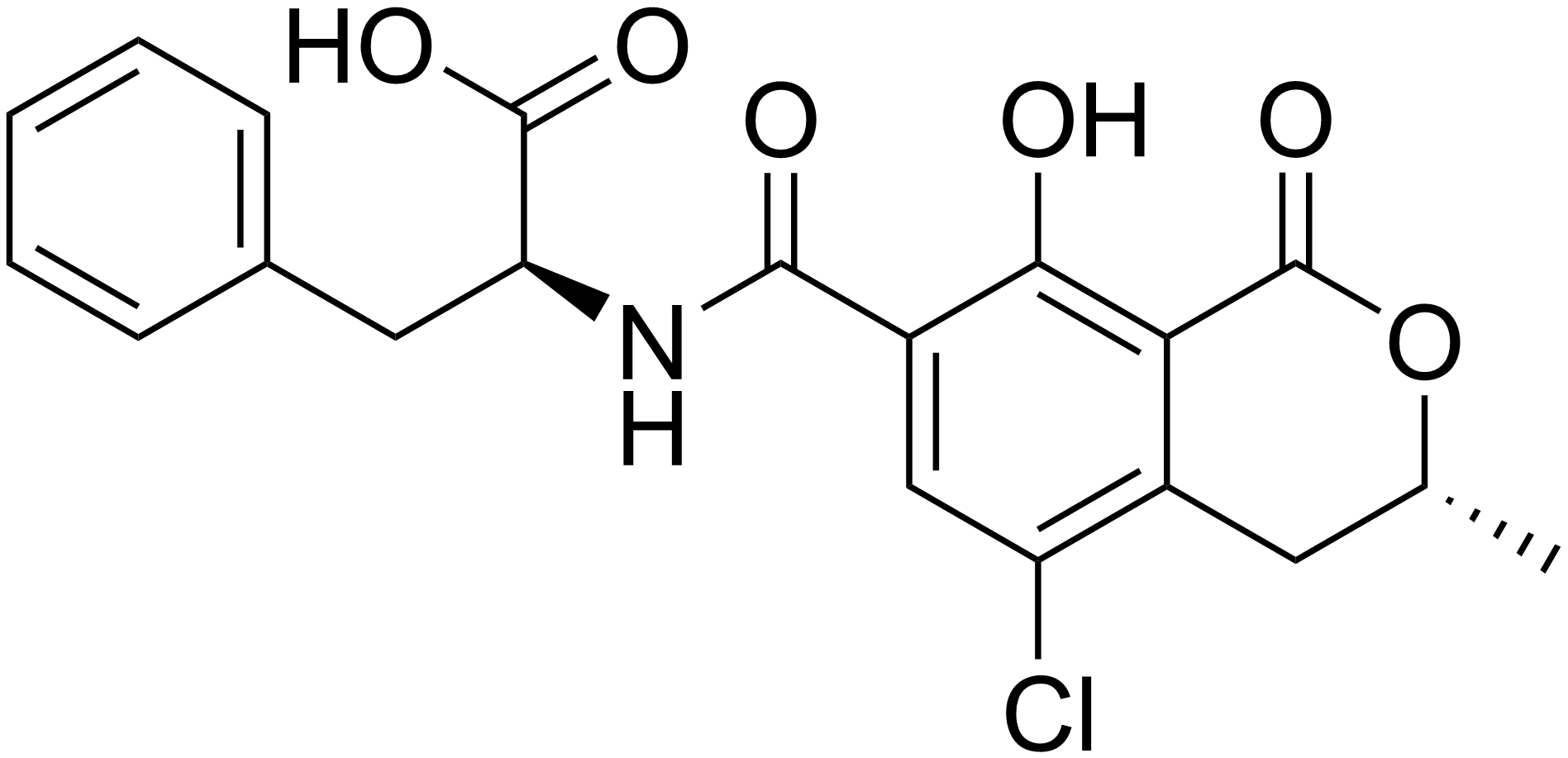
赭曲霉毒素A
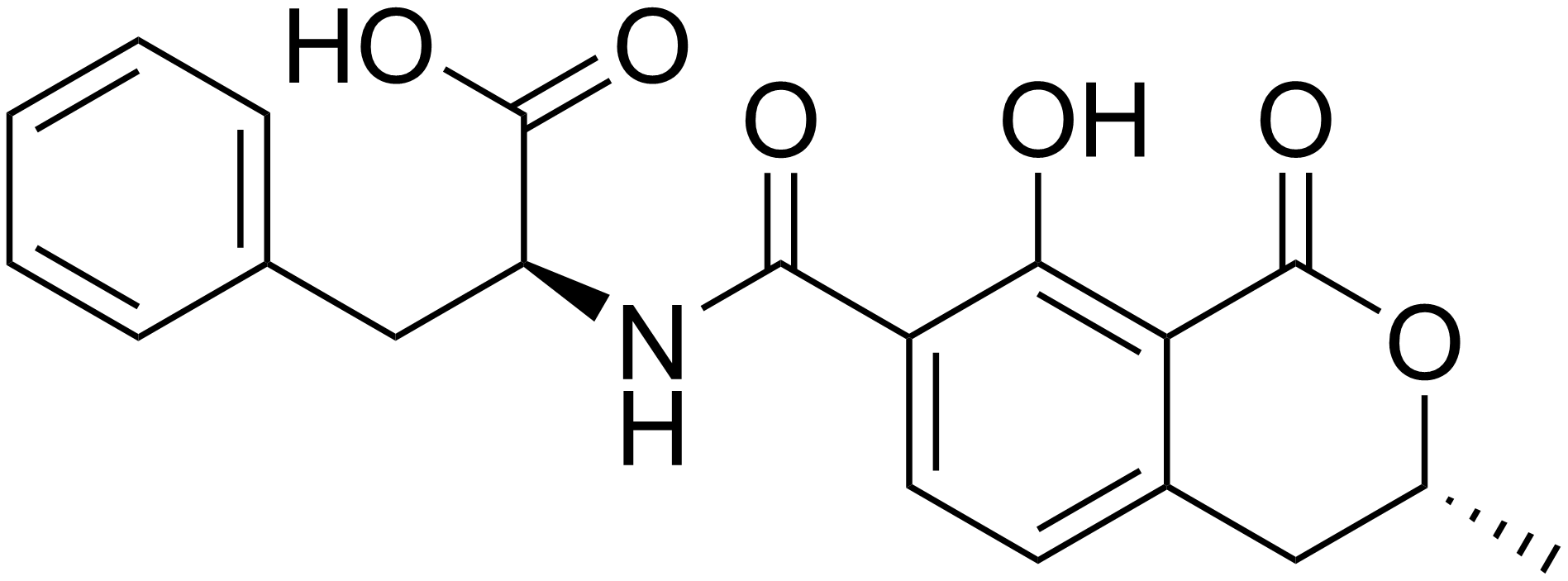
赭曲霉毒素B
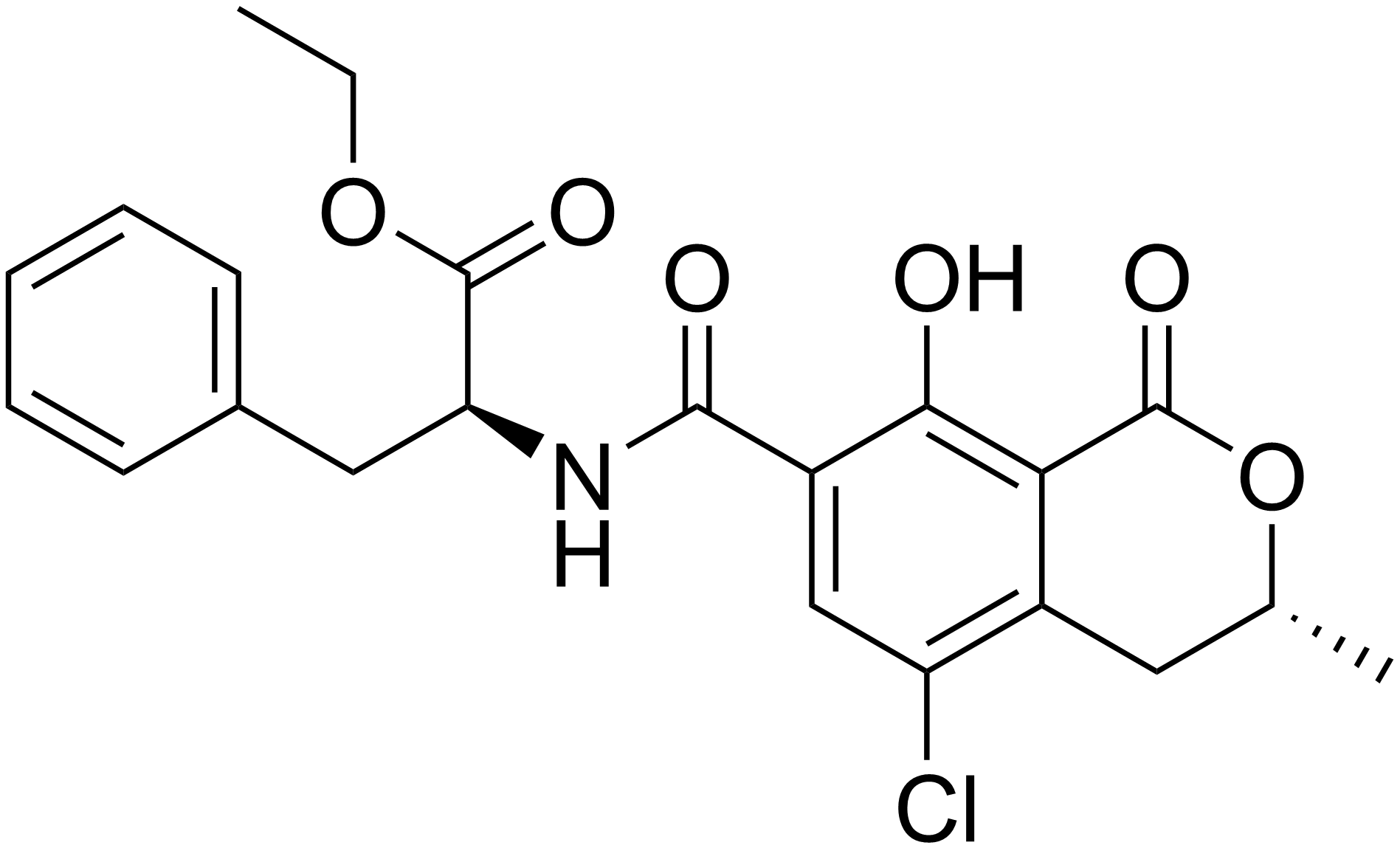
赭曲霉毒素C

## 另見
- 黃麴毒素